# Лурмель, Фредерик Анри Ле Норман де
Фредерик Анри Ле Норман де Лурмель, фр. Frédéric Henry Le Normand de Lourmel (12 июля 1811, Понтиви — 7 ноября 1854, Севастополь, Таврическая губерния)  — французский офицер, бригадный генерал (1852). Участник Французского завоевания Алжира, Крымской войны. Погиб в битве при Инкермане.

## Биография
Сын кадрового офицера Луи Франсуа Ле Нормана де Лурмеля и Жанны Мине де ла Вильпей, наследницы поместья Воклер в Пленефе, Фредерик Анри Ле Норманд де Лурмель происходил из знатной бретонской семьи.  
Он родился на улице Нев, дом №6 в Наполеонвиле, как тогда назывался Понтиви в Морбиане . В семье известно несколько вариантов его фамилии: Lenormant, Le Normant, Lenormand или Le Normand. Бумаги, хранящиеся в Ордене Почетного легиона, иногда имеют один, а иногда другой вариант. 
Рано оставшись без отца Фредерик прожил свое детство в женской среде с матерью и двумя сестрами. После среднего образования в Королевском колледже  в Наполеонвиле он поступил в военное училище Сен-Сир 15 ноября 1828 года и окончил его младшим лейтенантом 1 октября 1830 года. 
С октября 1840 года участвовал в завоевании Алжира Францией. Он пробыл там около десяти лет, в течение которых отличился храбростью в многочисленных экспедициях. Произведен в капитаны 10 июля 1838 года. Капитан-адъютант-майор, 16 сентября 1840 года стал командиром батальона 64-го полка линейной пехоты. Командир батальона 8-го егерского полка 27 октября 1845 года. Подполковник 8-го егерского полка 8 ноября 1847 года, полковник 51-го полка линейной пехоты 25 ноября 1849 года . 
Он отличился в бою и получил тринадцать упоминаний в приказах по армии . Он известен своими атаками, которые он возглавляет с примкнутым штыком или с саблей в руке, особенно в битве при Заатчи в Алжире и во время кампании при Кабилии в 1850 году . 
В 1850 году он женился на Жанне де Рош де Шасси. Этот брак остался бездетным. Графиня де Лурмель (1823–1870), овдовев, стала фрейлиной императрицы Евгении . 17 февраля 1852 года по предложению военного министра он был назначен флигель-адъютантом принца-президента республики Наполеона III и 10 мая получил чин бригадного генерала .
Советник кантона Понтиви с 1852 года, он был избран президентом Генерального совета Морбиана 23 августа 1852, переизбирался в 1853 и 1854 годах .
После начала Крымской войны по его просьбе он оставил пост адъютанта императора и был назначен 25 февраля 1854 года командующим 1-й бригады 4-й дивизии Восточной армии. Участник Альминского сражения. 
Во время Инкерманского сражения отряд генерал-майора Н. Д. Тимофеева из минского 54-го полка 14-й дивизии, подкреплённым 4 орудиями производил демонстрацию против осадного корпуса генерала Э. Форе. Отходя, Тимофеев завлёк под огонь русских батарей преследовавшую его французскую 1-ю бригаду Лурмеля 4-й дивизии, понёсшую большие потери. Сам бригадный генерал Ф. Лурмель был смертельно ранен пулей, прошедшей через грудь. 
Его останки были возвращены во Францию и захоронены на кладбище Пленеф  20 декабря 1854 года, а его вдова перенесла его сердце в церковь Нотр-Дам-де-ла-Жуа в Понтиви 6 июля 1861 года .

## Награды и память

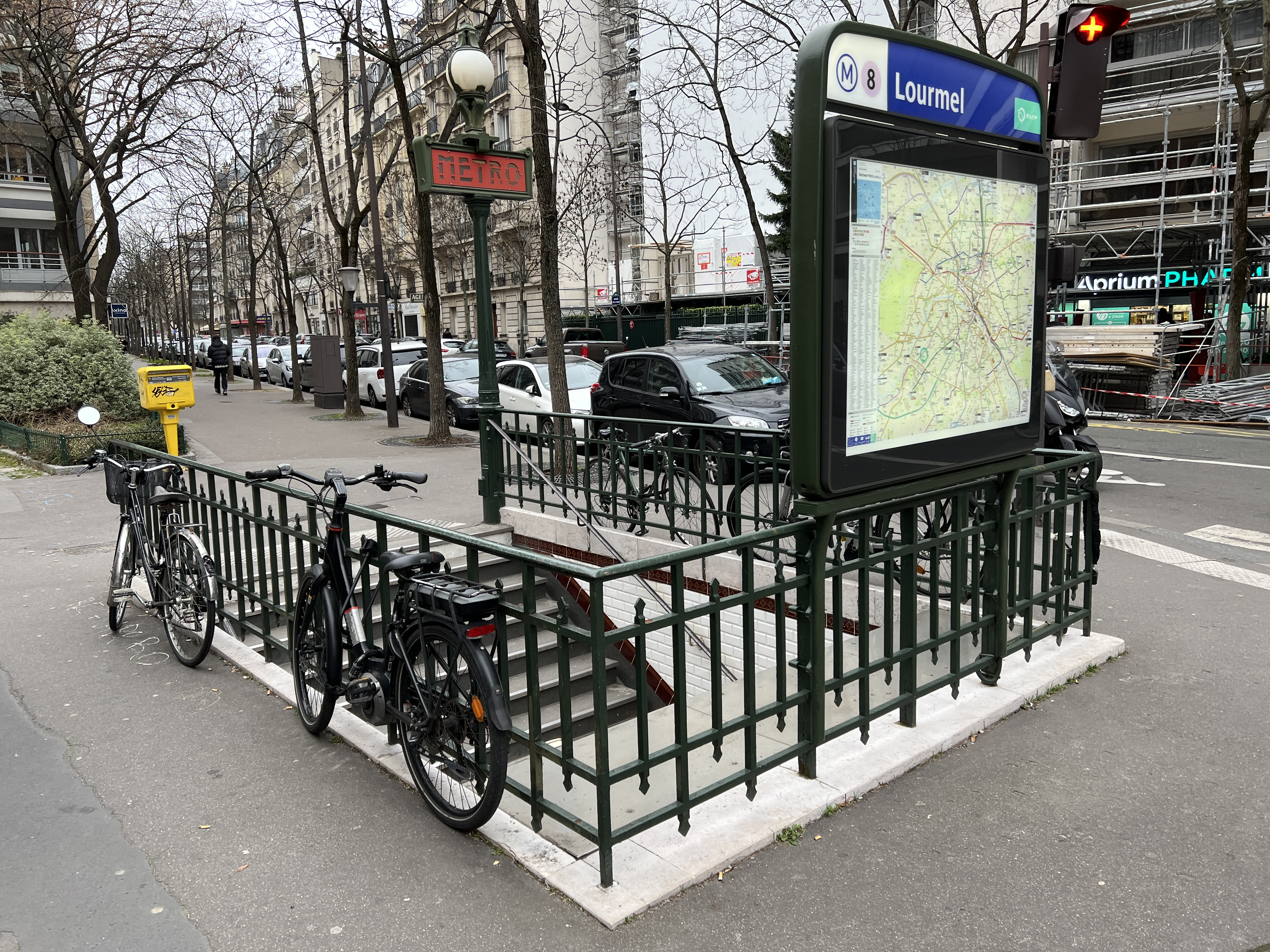
Станция метро Лурмель в Париже

- Станция метро Лурмель в ПарижеРыцарь ордена Почетного легиона в 1843 года, с 12 декабря 1851 года он стал командором ордена Почетного легиона.
- Указом императора Наполеона III от 15 января 1856 года [12] нынешняя алжирская деревня Эль-Амрия была названа  Лурмель.
- Несколько улиц в разных городах Франции, а также станция метро Лурмель в Париже носят его имя.
- Уроженец Понтиви, генерал пользуется там особым почетом. Еще в 1854 году мэр города Пьер Жуанно предложил переименовать улицу Нев где родился генерал, в улицу Лурмель [13] . В церкви Нотр-Дам-де-ла-Жуа в Понтиви мраморная плита справа от главного алтаря отмечает место, где покоится сердце генерала де Лурмеля [14].
- Статуя генерала, расположенная на площади Аристида-Бриана (другое название «Ла-Плен»), была возведена в 1861 году . Разобрана 6 мая 1942 году и переплавлена в рамках сбора цветных металлов [Note 2] . Новая статуя из алжирской деревни Лурмель была установлена на площади Лангле в 1963 году [15], а затем на  площади Аристида-Бриана в 1994 году [16]. Эта скульптура входит в список произведений искусства в общественном пространстве Морбиана.

## Библиогафия
- Mise en valeur des landes en Bretagne par le défrichement et l'ensemencement en bois. — impr. de Guiraudet et Jouaust. — 1853. — P. 39.